# Demián Bichir

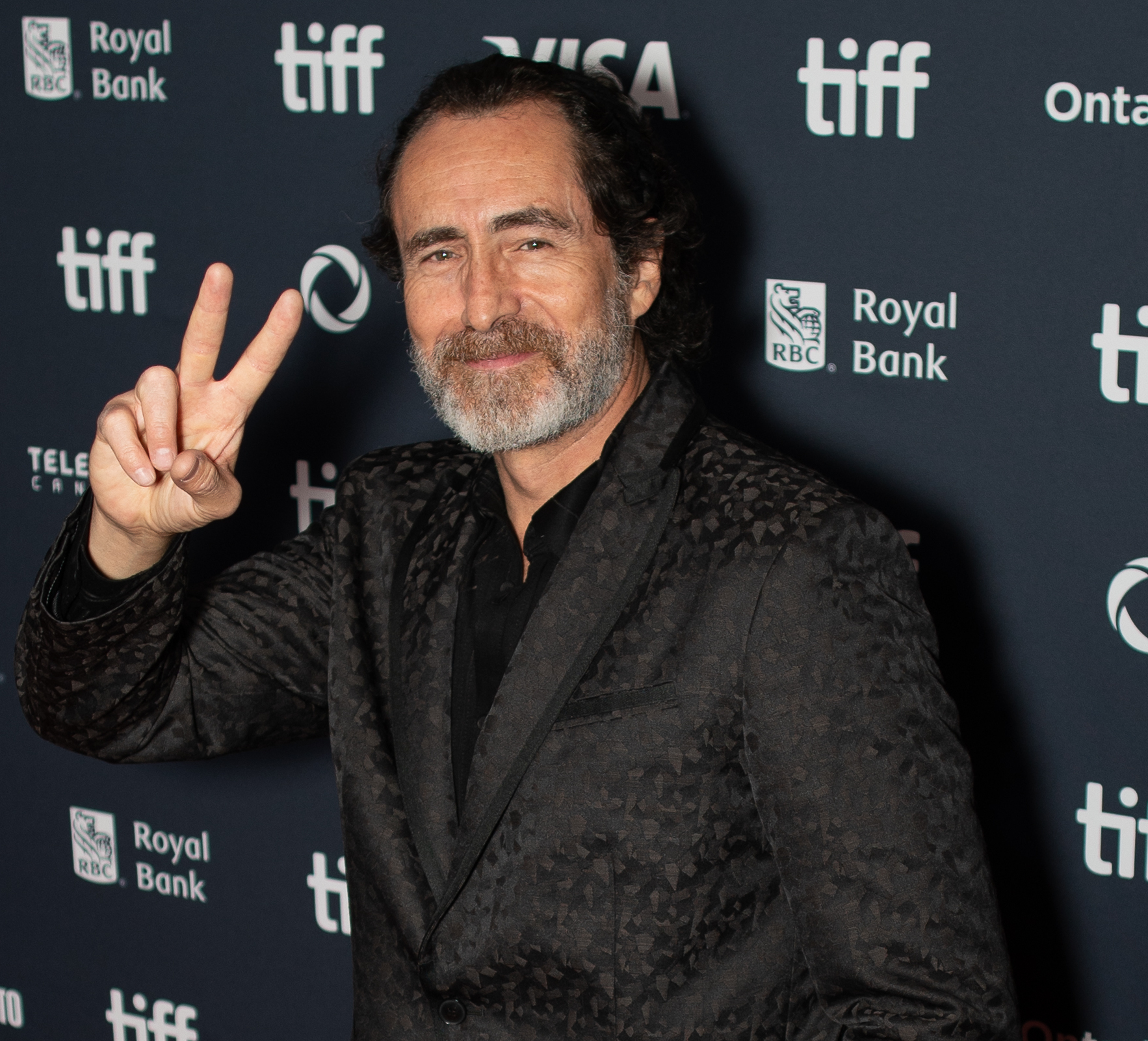
Demián Bichir (2024)

Demián Bichir Nájera (* 1. August 1963 in Mexiko-Stadt) ist ein mexikanischer Schauspieler. Neben seiner Theaterarbeit hat er seit Ende der 1970er-Jahre an über 80 Film- und Fernsehproduktionen mitgewirkt, darunter sowohl spanisch- als auch englischsprachige Inszenierungen. Für seine Hauptrolle in dem Spielfilm A Better Life erhielt er 2012 eine Oscar-Nominierung.

## Biografie

### Theater- und Filmarbeit in Mexiko
Demián Bichir wurde als Sohn der Theaterdarstellerin Maricruz Nájera und des Theaterregisseurs Alejandro Bichir geboren und kam so schon früh mit der Schauspielerei in Berührung. Seine Brüder Bruno und Odiseo sind ebenfalls als Schauspieler tätig. Bereits mit drei Jahren stand Bichir laut eigenen Angaben auf der Theaterbühne und trat ein Jahr später in der Fernsehserie Rina (1977) auf. Mit 13 Jahren wurde er Mitglied der Compañía Nacional de Teatro, der nationalen Theaterkompanie in Mexiko-Stadt. Ursprünglich von einer Karriere als professioneller Fußballspieler träumend, gab er im Alter von 14 Jahren diese zu Gunsten der Arbeit als Schauspieler auf. Bereits als 17-Jähriger wurde er von dem bekannten Regisseur José Quintero mit der Hauptrolle in der Nationaltheater-Produktion von Eugene O’Neills O Wildnis! betraut, der u. a. weitere Hauptrollen in Shakespeare- und Tschechow-Stücken folgten. Parallel zu seiner Theaterarbeit folgten ab Anfang der 1980er-Jahre weitere Rollenangebote im mexikanischen und auch US-amerikanischen Fernsehen (Choices of the Heart, 1983) sowie erste Auftritte im Kino. Im Alter von 22 Jahren zog Bichir kurzzeitig nach New York, wo er sich bei Lee Strasberg vorstellte und eine kleine Rolle in Cliff Osmonds Spielfilm The Penitent (1988) mit Raúl Juliá und Armand Assante erhielt. Seinen Lebensunterhalt verdiente er sich als Hilfskraft in einem mexikanischen Restaurant. 1990 zog Bichir nach Los Angeles, wo er vier Jahre lang erfolglos Vorsprechen besuchte, ehe er nach Mexiko zurückkehrte.
Bekanntheit in Mexiko brachten Bichir in den 1980er- und 1990er-Jahren Rollen in verschiedenen Telenovelas ein. Für den Part des Gaspar in Carlos Carreras schwarzer Filmkomödie La vida conyugal (1993) wurde er erstmals für den Premio Ariel nominiert. Mexikos wichtigsten Filmpreis gewann Bichir ein Jahr später für seine Darstellung des opportunistischen Mauricio in Fernando Sariañas Hasta Morir – Bis in den Tod (1994). Das an Mexiko-Stadts Randzone spielende Gesellschaftsdrama handelt von zwei heranwachsenden Kriminellen, die von einer gemeinsamen Zukunft in Los Angeles träumen. Vier weitere Male sollte Bichir für den Premio Ariel nominiert werden: als sich zur Ruhe setzender Richter, der nach seiner vergangenen Liebe sucht (Luces de la noche, 1998), als verlassener Ehemann, der gegen die Wirtschaftskrise ankämpft (Cilantro y perejil, 1998), als Liebhaber in der erfolgreichen erotischen Beziehungskomödie Sexo, pudor y lágrimas (1999), nach dem gleichnamigen Theaterstück von Antonio Serrano sowie als Priester und Revolutionär Miguel Hidalgo in Serranos Historienfilm Hidalgo – La historia jamás contada. (2010). 2003 war die Popularität von Bichir und seinen beiden Brüdern Bruno und Odiseo so groß, dass die mexikanischen MTV Movie Awards einmalig unter dem Titel Mejor Bichir en una Película (dt. „Bester Bichir in einem Film“) eine eigene Preiskategorie auslobten, die Demián Bichir für seine Darstellung eines schwerkranken Boxers in Agustín Díaz Yanes’ Komödie Sin noticias de Dios mit Victoria Abril und Penélope Cruz gewann. 2004 übernahm er die Titelrolle im Fernsehmehrteiler Zapata, in der er den gleichnamigen Führer der Mexikanischen Revolution, Emiliano Zapata, darstellte.

### Erfolge in den USA und Oscar-Nominierung
Auf dem Höhepunkt seines Erfolges verließ Bichir Mexiko und versuchte erneut, eine Schauspielkarriere in den Vereinigten Staaten in Angriff zu nehmen. Zwischen 2008 und 2010 verkörperte er in 27 Folgen der preisgekrönten Fernsehserie Weeds –  Kleine Deals unter Nachbarn mit Mary-Louise Parker den geheimnisvollen mexikanischen Politiker und Drogenboss Esteban Reyes aus Tijuana. Lob der Filmkritiker erhielt Bichir für sein Porträt des Fidel Castro in Steven Soderberghs Che – Revolución und Che – Guerrilla (beide 2008) neben Titelheld Benicio del Toro. Auch stand er im selben Jahr am Geffen Playhouse im kalifornischen Westwood in Robert Schenkkans By the Waters of Babylon auf der Bühne. Darin übernahm er die Hauptrolle eines kubanischen Schriftstellers, der sich im US-amerikanischen Exil als einfacher Gärtner verdingt. Der Durchbruch als Filmschauspieler in den USA gelang dem mexikanischen Schauspieler 2011 mit der ähnlich angelegten Rolle des Carlos Galindo in Chris Weitz’ Independentfilm A Better Life. Weitz, der nach Che auf Bichir aufmerksam geworden war, vertraute ihm den Part eines illegal in Los Angeles lebenden Mexikaners an, der sich als Gärtner verdingt und versucht, seinen heranwachsenden Sohn (dargestellt von José Julián) von der Straßenkriminalität fernzuhalten. Diese Rolle, die Bichir an Dimension und Tiefe mit klassischen Rollen wie König Lear oder Hamlet verglich, brachte ihm 2012 Nominierungen für den Oscar, Screen Actors Guild Award und Independent Spirit Award jeweils als Bester Hauptdarsteller ein. Er ist damit nach Anthony Quinn, Katy Jurado, Salma Hayek und Adriana Barraza erst der fünfte aus Mexiko stammende Schauspieler, dem eine Oscar-Nominierung zuteilwurde. Ebenfalls im Jahr 2012 war Bichir in Oliver Stones Drogen-Thriller Savages zu sehen und spielte ein Jahr später in Robert Rodriguez Actionfilm Machete Kills eine Rolle. Ein Jahr später übernahm er die männliche Hauptrolle neben Diane Kruger in der US-amerikanischen Krimiserie The Bridge – America (2013), eine Neuverfilmung der skandinavischen Serie Die Brücke – Transit in den Tod, deren Handlung an die Grenze zwischen den Vereinigten Staaten und Mexiko verlegt wurde.
Demián Bichir heiratete im Frühjahr 2001 die mexikanische Sängerin Lisset, von der er sich im Frühjahr 2003 wieder trennte. Er ist Vater einer Tochter (* Mai 2011), deren Mutter er bei Dreharbeiten zu El sueño de Iván (2011) in Spanien kennenlernte. Von 2011 bis zu ihrem Tod durch Suizid mit 43 Jahren im April 2019 war er mit der kanadischen Schauspielerin und Model Stefanie Sherk verheiratet. Bichir lebt in Los Angeles.

## Filmografie (Auswahl)
- 1983: Choices of the Heart (Fernsehfilm)
- 1985: Viaje al paraíso
- 1986: Astucia
- 1987: Hotel Colonial
- 1988: The Penitent
- 1990: Rojo amanecer
- 1993: Miroslava
- 1993: La vida conyugal
- 1994: Hasta Morir – Bis in den Tod (Hasta morir)
- 1994: Pruebas de amor
- 1996: Salón México
- 1996: Solo
- 1997: Perdita Durango
- 1998: Luces de la noche
- 1998: Cilantro y perejil
- 1999: Santitos
- 1999: Sexo, pudor y lágrimas
- 1999: Ave María
- 2000: Cerebro
- 2000: Todo el poder
- 2000: La toma de la embajada
- 2001: Die Zeit der Schmetterlinge (In the Time of the Butterflies)
- 2001: Sin noticias de Dios
- 2002: Ciudades oscuras
- 2004: Zapata: Amor en rebeldía (Fernsehmehrteiler)
- 2004: Hypnos (Hipnos)
- 2005: American Visa
- 2006: Fuera del cielo
- 2008: Enemigos íntimos
- 2008: Che – Revolución (Che – Part One: The Argentine)
- 2008: Che – Guerrilla (Che – Part Two: Guerrilla)
- 2008–2010: Weeds –  Kleine Deals unter Nachbarn (Weeds, Fernsehserie)
- 2010: The Runway
- 2010: Hidalgo – La historia jamás contada.
- 2011: A Better Life
- 2011: El sueño de Iván
- 2011: Foreverland
- 2012: Savages
- 2013: Taffe Mädels (The Heat)
- 2013: Machete Kills
- 2013: Dom Hemingway
- 2013–2014: The Bridge – America (The Bridge, Fernsehserie, 26 Folgen)
- 2015: The Hateful Eight
- 2016: Lowriders
- 2016: Good Kids
- 2016: 7:19
- 2017: Alien: Covenant
- 2017: Walden: Life in The Woods
- 2018: The Nun
- 2019: Grand Hotel (Fernsehserie, 13 Folgen)
- 2020: The Grudge
- 2020: The Midnight Sky
- 2021: Abseits des Lebens (Land)
- 2021: Chaos Walking
- 2021: Godzilla vs. Kong
- 2023: Chupa
- 2024: Without Blood

## Auszeichnungen
- 1994: Nominierung für den Premio Ariel für La vida conyugal (Kategorie: Bester Kleindarsteller)
- 1995: Premio Ariel für Hasta Morir – Bis in den Tod (Bester Hauptdarsteller)
- 1997: Nominierungen für den Premio Ariel für Cilantro y perejil (Bester Hauptdarsteller) und Luces de la noche (Bester Nebendarsteller)
- 2000: Nominierung für den Premio Ariel für Sexo, pudor y lágrimas (Bester Hauptdarsteller)
- 2003: Mexikanischer MTV Movie Award für Sin noticias de Dios und Nominierung für Ciudades oscuras (jeweils als „Bester Bichir“ in einem Film)
- 2009: Nominierung für den ALMA Award für Weeds – Kleine Deals unter Nachbarn (Bester Serien-Hauptdarsteller – Komödie)
- 2009: Nominierung für den Screen Actors Guild Award für Weeds – Kleine Deals unter Nachbarn (gemeinsam mit dem Schauspielensemble)
- 2011: Nominierung für den ALMA Award für A Better Life (Beliebtester Kinodarsteller)
- 2011: Nominierung für den Premio Ariel für Hidalgo – La historia jamás contada. (Bester Hauptdarsteller)
- 2012: Nominierung für den Black Reel Award für A Better Life (Bester Hauptdarsteller)
- 2012: Nominierung für den Screen Actors Guild Award für A Better Life (Bester Hauptdarsteller)
- 2012: Virtuoso Award des Santa Barbara International Film Festival für A Better Life
- 2012: Nominierung für den Independent Spirit Award für A Better Life (Bester Hauptdarsteller)
- 2012: Oscar-Nominierung für A Better Life (Bester Hauptdarsteller)